# Mercedes-Benc SLR Meklaren
Mercedes-Benc SLR MakLaren je anglo-nemački sportski automobil koji razvijaju firme Mercedes-Benc (Mercedes-Benz) i Maklaren Automotiv (McLaren Automotive). Spada u Super GT automobile tako da ga mnogi porede sa Aston Martin V12 Vankviš (Vanquish) i Ferari 599 GTB.
Ovo je jedan od najbržih automobila na svetu sa automatskim menjačem. Oznaka SLR znači sportski, lagan, trkački. Mercedes je izjavio da će napraviti 3500 primeraka u toku 7 godina, dakle godišnje oko 500 automobila. Osnovna cena 2007 godine je bila oko 475 000 evra. 
Karbon-keramičke kočnice su bolje, za brže zaustavljanje, od čeličnih a Mercedes tvrdi da su otporne na 1200 stepena. Prednje kočnice imaju 370 mm a zadnje 360mm. Kočnice imaju uređaj za automatsko sušenje a postoji i jedna automatska vazdušna kočnica. 
Motor je težak 232 kg, izrađuje se ručno, od aluminijuma je i ima 5,4 litara (5439 kubika), V8. Maksimalna snaga je 626 PS pri 6500 obrtaja u minuti. 
Performanse zavise od izvora koji ih je objavio. Od 0-100  dostiže za 3,1 sekunde, od 0-200 za 8,9 sekunde, 300 km/h dostiže za 24,4 sekunde. Maksimalna brzina je 360 km/h. Konstrukcija je od karbon fibera a totalna težina je 1768 kg. Kada je "Roud end Trek" (Road and Track) testirao auto, jula 2005, rezultati su bili nešto sporiji. Isto je bilo i sa "Auto Motor und Sport". Vreme do 300 km/h i maksimalna brzina su se poklopili kod svih koji su testirali auto. 

## 722 Edicija
Nova verzija je predstavljena 2006 godine i nazvana je Mercedes-Benc SLR MakLaren 722 Edicija. 
Ovaj model dostiže snagu od 650 PS i brzinu od 378 km/h. Napred su postavljene kočnice od 390mm. 0-100 km/h za 2.8 sekunde, 0-200 km/h za 8.6 a 0-300 km/h za 23.5 sekunde.

## Kabriolet
Kabriolet verzija je takođe predstavljena septembra 2007 ($711,065). Isto razvija 626 konja a maksimalna brzina je 360 km/h. Od 0-100  dostiže za 3,2 sekunde. Krov je napravljen od novorazvijenog materijala i treba mu 10 sekundi da se spakuje elektronski. Vozač i saputnik mogu da razgovaraju bez krova i na brzini od 200 km/h. Ovaj model je napravljen kao konkurencija drugim sportskim kabrioletima, a pre svega Pagani Zonda F Roadster. 
Postoji i verzija 722 GT ali je ona samo za trke. Dosta toga je promenjeno i lakši je za 300 kg. Ima 680 konjskih snaga. Napraviće samo 21 primerak, samo za trke, po ceni od 750 000 evra.

## Spoljašnje veze
- Mercedes-Benz SLR - zvanični nemački vebsajt Архивирано на веб-сајту  (9. март 2008)
- SLR na sajtu Mercedes-Benc
- McLaren Automotive's SLR MakLaren vebstranica (језик: енглески)
- Video: Kabriolet verzija (језик: енглески)
- YouTube Video: Top Gir (Top Gear), Deo 1
- Sat/Časovnik "Tag Hojer Mercedes-Benc SLR"("TAG Heuer Mercedes-Benz SLR") (језик: енглески)